# Paracotis werneri
Paracotis werneri är en fjärilsart som beskrevs av Hans Rebel 1917. Paracotis werneri ingår i släktet Paracotis och familjen mätare. Inga underarter finns listade i Catalogue of Life.